# 感嘆符

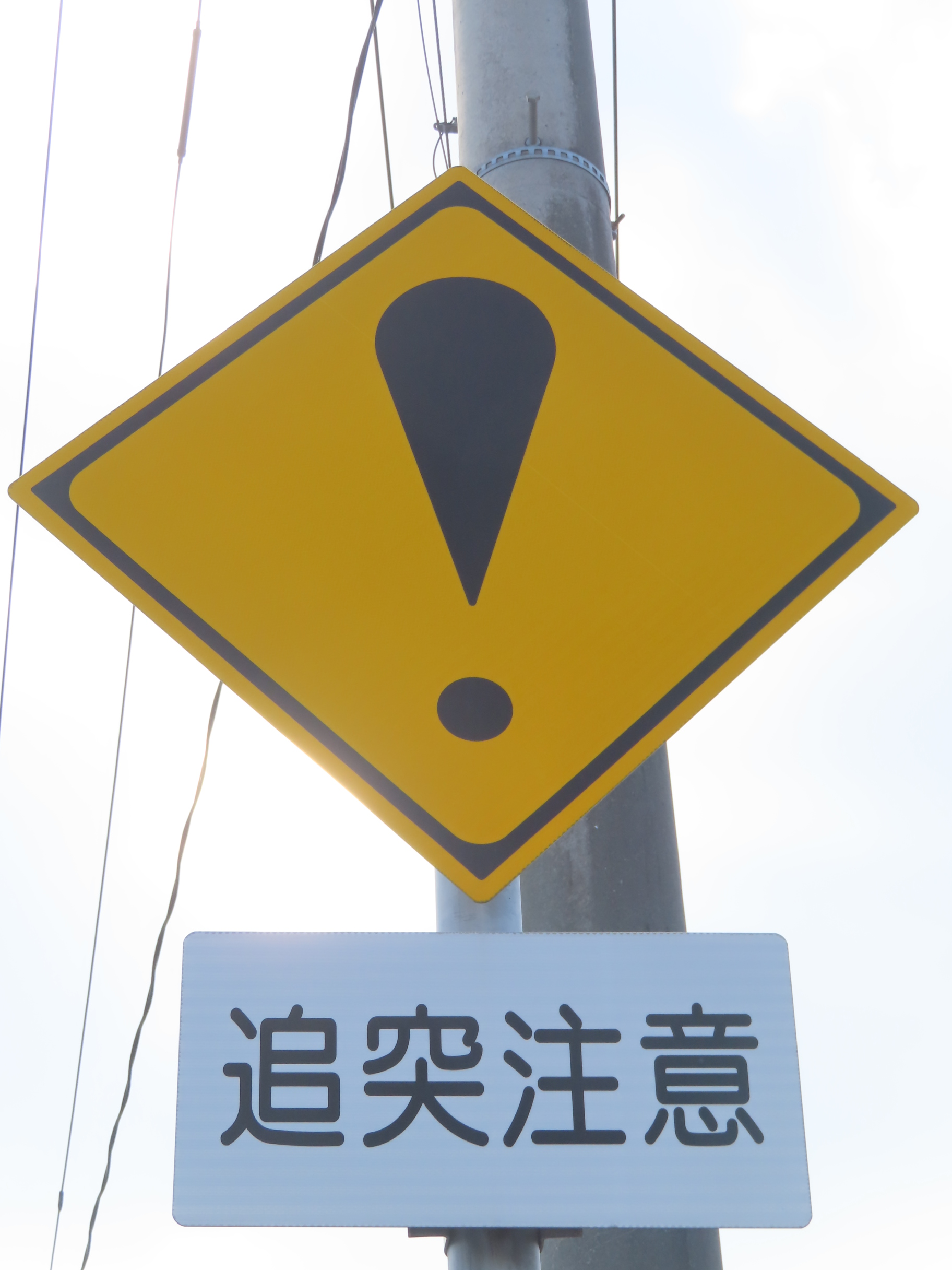
日本の「その他の危険」の標識

感嘆符（かんたんふ、英: exclamation mark）とは、約物の一つで、「!」と書き表される。視覚的な表現として注意喚起などのため危険であることを表現するために用いられることもある。

## 名前
雨垂れ（あまだれ）、または俗にビックリマークとも呼ばれる。また英語表記に由来した呼称「エクスクラメーション・マーク (exclamation mark (英語版) )」と呼ばれることもある。英語では「エクスクラメーション・ポイント (exclamation point)」ともいい、俗に「バン (bang)」や「スクリーマー (screamer)」などとも呼ばれる。

## 起源
感嘆符は、1400年ごろの印刷物に初めて出現するが、その起源は明らかでない。一説にラテン語で喜びを表す間投詞 io の2字を縦に重ねた合字であるとされる。

## 自然言語

### 句読点
一般には、感嘆文や注意すべき点に関する命令など、読む相手の注意を集める目的で使用され、普段よりも重要な文章、大きな声で発音されることが好ましい文の最後に終止符（ピリオド）に換えて置かれる。このため感嘆符は、終止符の役割を代替して文の終わりも示すことがある。ただし文の途中であっても強調を表したい単語の直後に置かれることもある。
俗に強調の度合いを増して表したい場合は、「!!」、「!!!」と重ねて書くことがある。また「⁉ (!?)」 のように疑問符を右に書いた感嘆符疑問符(Exclamation question mark)や、「⁈ (?!) 」のように感嘆符を右につけた疑問符感嘆符(Question exclamation mark)もある。なお、この用途には、?と!を重ねた ‽という記号もある。

#### 英語・フランス語
英語では感嘆文（英語: "What a (n.)", "How (adj.) S + V"構造の文）の最後には必ず感嘆符（エクスクラメーション・ポイント）を置く。フランス語では感嘆符の前に1文字分の空白を空けるのが正式な書法である。（疑問符の場合も同様）
- 例:
  - What a beautiful flower! （なんてきれいなお花!）
  - Quelle belle fleur ! （同上）

#### ドイツ語
ドイツ語では、感嘆文の他、命令文でも最後に感嘆符を置く。
- 例
  - Bitte schreiben Sie mal Ihren Namen hier hin! （ここにお名前をお書きください。）

#### スペイン語
スペイン語では、感嘆符で終わる文の最初に逆感嘆符(¡)を置く。疑問文においても同様に逆疑問符(¿)が使われる。
- 例
  - ¡Hola!（やあ！）

#### 日本語
感嘆符は、元来の日本語の書記法にはない。俗に、強調文の最後に置かれる。全角では「！」と表現される。
現代における日本語の書法では、疑問符 (？) ・感嘆符は基本的に文章の終止を表すため、その後ろに句点は用いない。
基本的に「！」の後は基本的に「全角スペース」を空けるJIS X 4051に基づくW3Cの「日本語組版の処理要件」2020年8月11日版の区切り約物のルールで規定されている。（正確には「区切り約物」後は「全角アキ」にする）
ただし、文中や終わり括弧類等が続く等の場合は間を開けないと、組版ルール上は規定されている。
- 例
  - 何のために？　私は！？　一体！
  - 「うまい！」と思える
  - お前が犯人だ！と言われた

JIS X 4051では、日本語中の感嘆符は全角幅とし、直後に始め括弧類（“(”、“「”など）がある場合は後ろに半角幅の間隔、直後に中点類（“・”、“:”など）がある場合は後ろに四分幅の空白をあけ、それ以外の文字が直後にある場合は間隔をあけない規定がある。また、行頭禁則文字であり改行時に行頭にきてはならない。
また、小説・脚本・漫画などにある会話文で、前に書かれている事項について、言葉にならないが、驚いている様子を表現する為に、「!」または「!!」のように表記する場合もある。そこから個人の日記や親しい者との間で、方言をはじめとする話し言葉によって記述する場合に「。」より多用されるようになっていき、電子メールやインターネットの普及によって話し言葉で記される場合で用いられないことがないほどにまで普及した。

#### アルメニア語
アルメニア語では感嘆符の形が他の言語と異なり、感嘆の中心となる語のアクセント位置に（՛）と書く。文末は平叙文と同じくピリオド ( : ) を書く。例：Ներեցե՛ք:（ごめんなさい！）。

#### 漫符
漫符に於ける感嘆符は文を強調する意味合いが強く、強調を更に強めたいものには二つ以上横に並べて付ける（!!、!!!など）という独特な表現が、一般的に使用される。そこから派生して、ライトノベルやSNSへの書き込み等でも使われることがある。

#### 自然言語以外の感嘆の意味として
自然言語は広範に使用されるため、通常は自然言語で使わない意味として感嘆符が使われる場合がある。後述の数学の階乗を説明する文書は自然言語で記述されるため、「３！は３の階乗と読み、3 × 2 × 1を意味する。」と言った文章で書かれる。当然この場合、３に対して驚いているわけではない。反対に数学の文脈がない文章で１００！と書かれていた場合は、１００に驚いているという感嘆の意味合いである。

### 文字

#### 歯茎吸着音
「!」は、コイサン語（ナミビアの言語であるクン語(!Kung)など）やIPAで、歯茎吸着音を表す文字として使われる。
Unicodeでは、文字としての「!」には句読点とは別のコードポイントU+01C3（ǃ）が用意されていて、パースが容易にできるようになっている。もし句読点の「!」を使うと、「!」を含む単語をパースするのは難しくなるからである。

#### iの変形
商品名などで、「i」の変形（棒と点の反転）として「!」が使われることがある。たとえば、歌手「P!nk」など。

### 地名
非常に少ないが地名に使用される場合もある。
- 例
  - サン＝ルイ＝デュ＝ア!・ア!(Saint-Louis-du-Ha! Ha!)はカナダのケベック州にある町の名前である。ケベック州にはア！・ア！という言葉を含む地名が他にもいくつか存在する。
  - ウェストワード・ホー!(Westward Ho!)はイングランドのデヴォン州にある村である。

## 数学
階乗を表す。
例）
3! = 3 × 2 × 1 = 6
感嘆符を2つ並べたもの (!!) は二重階乗と呼ばれる。これは、
- nが奇数の場合 1 から n までのすべての奇数の積
- nが偶数の場合 2 から n までのすべての偶数の積

を表す。
さらに、二つ飛ばしの積である三重階乗 n!!! または n!3、三つ飛ばしの四重階乗 n!!!! または n!4 などを総称して多重階乗という。
また、感嘆符をnの右肩に置いたものを指数階乗と呼び、以下の式で定義する。
n! = n(n−1)(n−2)...321

## コンピュータ
- C言語をはじめとするいくつかのプログラミング言語では、否定を意味する。
  - 単独で否定を表す。
  - !=で左辺と右辺が等しくないことを表す。
- Unixシェルのいくつかでヒストリの展開に使用される。
- UNIXコマンドにおいて、そのコマンド内から別なコマンドを実行するサブコマンドとして使用される。
- Occam ではプロセス間通信に使用される。
- SGMLでは、宣言に使用される。（<!-- これはコメント宣言 -->）
- BASICでは、倍精度浮動小数点型変数のサフィックス。
- ASCIIコードは0x21で、空白を除く図形文字では最も若いコードポイントである。そのためWindows Explorer等においてファイルをソートしたときにあるファイルを先頭に来させたい場合、そのファイルのファイル名の先頭に!を付けるテクニックが使われることがある。（例:!readme.txt)

## ピクトグラム

GHSの低い急性毒性などを示す標章

- 道路標識では危険を表す標識として多くの国で用いられる。日本の道路標識では警戒標識として「その他の危険」を表すのに用いられ、その下に補助標識で警戒すべき具体的な危険（例えば「路肩弱し」など）が示される。
- 化学品の分類および表示に関する世界調和システム (GHS) では、赤い菱形の枠の中に黒で書き、低い急性毒性、皮膚刺激性、眼刺激性、皮膚感作性、気道刺激性、麻酔作用をもつ化学品のラベルやMSDSに「注意」の文字などとともに示される。
- 電気製品の注意表示や各種警告・注意表示にも「△」の内部に「！」が入った形(⚠)で用いられる。

## その他
- チェス等の棋譜では「!」は好手を、「!!」は特に優れた絶妙手を示すのに用いられる。詳細はen:Punctuation (chess) を参照。
- もっとも短い手紙と言われる、作家ヴィクトル・ユーゴーが自らの著書『レ・ミゼラブル』の売れ行きを尋ねるために出版社に送った「?」1文字だけの手紙に対し、出版社からの返事も売れ行きが良いことを示す、「!」1文字だけの手紙であったといわれている。これも最短である。
- 聖飢魔II解散後のデーモン小暮閣下のソロ音楽プロジェクトの名称。「！」（エクスクラメーション）。
- 広島東洋カープのマスコットキャラクタースラィリーの背番号。
- !!!はアメリカのロックバンド。
- 任天堂のアクションゲームマリオシリーズの中には、この記号が描かれたブロックが登場する作品がある。まさに感嘆符の記号のごとく、特定のギミックを作動させることで初めて実体化してブロックとして機能する、特殊な仕掛けになっている。
- 「!」はGRASS ARCADEのインディーズミニアルバム。
- 「! -attention-」は20th Centuryのアルバム。

## 符号位置
| 記号 | Unicode | JIS X 0213 | 文字参照              | 名称                                      |
| ---- | ------- | ---------- | --------------------- | ----------------------------------------- |
| !    | U+0021  | 1-1-10     | &#x21; &#33;          | 感嘆符 EXCLAMATION MARK                   |
| ¡    | U+00A1  | 1-9-3      | &iexcl; &#xA1; &#161; | 逆感嘆符 Inverted Exclamation Mark        |
| ǃ    | U+01C3  | -          | &#x1C3; &#451;        | 歯茎吸着音 Latin Letter Retroflex Click   |
| ‼    | U+203C  | 1-8-75     | &#x203C; &#8252;      | 感嘆符二つ DOUBLE EXCLAMATION MARK        |
| ！   | U+FF01  | 1-1-10     | &#xFF01; &#65281;     | 感嘆符（全角） FULLWIDTH EXCLAMATION MARK |
| ❕   | U+2755  | -          | &#x2755; &#10069;     | 白い感嘆符 WHITE EXCLAMATION MARK         |
| ❗   | U+2757  | -          | &#x2757; &#10071;     | 感嘆符 RED EXCLAMATION MARK               |
| ❣    | U+2763  | -          | &#x2763; &#10083;     | ハートのビックリマーク HEART EXCLAMATION  |